# Assembleia do Kosovo
A Assembleia do Kosovo (Em Albanês: Kuvendi i Kosovës; Em Sérvio: Скупштина Косова/Skupština Kosova) é o órgão que exerce o poder legislativo em Kosovo. Por vezes é denominado Parlamento do Kosovo. Foi estabelecido originalmente pela Missão de Administração Interina das Nações Unidas no Kosovo em 2001, com o objetivo de exercer um autogoverno de caráter democrático na então província do leste europeu. Passou a ser um órgão oficial da República do Kosovo em 2008, quando o país se auto-declarou independente. O atual líder do parlamento faz parte do partido Vetëvendosje.

## Organização
O parlamento é composto por 120 representantes. Além dos representantes eleitos diretamente pelo voto popular, 20 cadeiras são reservadas para as minorias étnicas do país, sendo:
- 10 cadeiras para representantes sérvios
- 4 cadeiras para representantes ciganos, egípcios e ascális
- 3 cadeiras para representantes bosníacos
- 2 cadeiras para representantes turcos
- 1 cadeira para representantes goranos

## Comitês
O parlamento ainda possui 19 comitês. São eles:
- Comitê de Orçamento
- Comitê de Economia e Finanças
- Comitê de Educação, Ciência, e Tecnologia
- Comitê de Saúde
- Comitê de Trabalho, e Bem-estar social
- Comitê de Serviços Públicos
- Comitê de Questões Estrangeiras
- Comitê de Assuntos Legislativos, Judiciais, e Constitucionais
- Comitê de Pessoas Desaparecidas (trata de desaparecimentos, principalmente ligados à Guerra do Kosovo)
- Comitê de Mídia
- Comitê de Interesses das Comunidades
- Comitê de Comércio e Indústria
- Comitê de Cultura, Esporte, e Juventude
- Comitê de Meio-Ambiente, e Planejamento Territorial
- Comitê de Transporte, e Comunicações
- Comitê de Agricultura, Silvicultura, e Desenvolvimento Rural
- Comitê de Preparação para Emergências
- Comitê de Petições Públicas, e Reivindicações Populares
- Comitê de Igualdade de Gênero